# Internalismo tecnológico
El Internalismo tecnológico es un enfoque teórico en el que se consideran los procesos tanto de producción como de validación del conocimiento, necesariamente independientes de influencias sociales y factores externos. Dichas influencias externas serían mínimas y tocarían áreas de escasa significación, por ende no son necesarias de abordar. Su estudio compete únicamente a la historia de las ideas y la filosofía de la ciencia. Este enfoque prioriza la teoría y la lógica del método científico, en contraposición al Externalismo que deja la metodología en un segundo plano, para dar énfasis en la estructura organizativa de la ciencia, su relación con otras áreas del conocimiento y la relación de la comunidad científica con el poder político, las relaciones económicas y los aspectos socioculturales.
Otra definición más general la propone John M. Staudenmaier, Profesor de Historia de la Universidad de Detroit Misericordia, en su análisis de la historiografía de la tecnología, titulado Technology's Storytellers: Reweaving the Human Fabric, quien define al enfoque internalista como el que se centra solamente en el diseño funcional de un artefacto dado , y al enfoque externalista por el que se discute algo del entorno tecnológico sin discutir el diseño funcional de cualquier artefacto que pueda relacionarse con él.

## Historia
Los primeros estudios de Ciencia Tecnología y Sociedad que datan de 1930 y 1940 presentaban, ya sea un enfoque externalista o internalista, pues esas eran las únicas dos concepciones posibles. El Internalismo surge como respuesta al enfoque externalista, que menospreciaba la especificidad de la propia ciencia dando importancia a factores externos culturales, económicos y políticos, propiciando el protagonismo de historiadores y sociólogos en la comprensión de los fenómenos científicos.
Según la concepción internalista, el desarrollo de la ciencia se rige por sus propias reglas inherentes, y ésta no puede explicarse más que a través de sí misma. A pesar de reconocer que factores "extracientíficos" influyan en ella, no son determinantes ni tampoco significativos en el análisis.
Uno de los más importantes historiadores científicos que utilizó la perspectiva internalista fue Alexandre Koyré(1892-1964), quien postulaba que las ideas científicas no están relacionadas con la práctica social, aunque sí con la totalidad intelectual en la cual se inscriben.
El enfoque internalista fue criticado a principios del siglo XXI por autores y autoras que defendían la importancia del contexto social que rodea a los artefactos técnicos y científicos. Algunos exponentes opositores al internalismo son David Bloor, Bruno Latour y Sheila Jasanoff.

## Controversias
Thomas Kuhn(1922-1996) historiador y filósofo de la ciencia reconocido por su obra la estructura de las revoluciones científicas publicada en 1962, logró dar un giro a los estudios sociales de la ciencia, es decir, permitió concebir a la ciencia como conocimiento y, a su vez, como un fenómeno social e histórico, y no sólo niega la incompatibilidad de estos enfoques, sino que sostiene que éstos se complementan y son dependientes el uno del otro. Kuhn plantea una revolución en las perspectivas histórica epistemológica de la ciencia, dominadas por visiones más tradicionales como las del ya nombrado Alexandre Koyré, adoptando un enfoque externalista.
Dada la naturaleza excluyente de ambos enfoques, es que se ha reconocido que por sí solos tanto internalismo como externalismo, no son suficientes a la hora de definir un campo teórico en la historia de la ciencia. Se hace necesario un enfoque que integre tanto lo cognitivo como lo social, aceptando la diferencia controversial entre ambas posturas.

Si bien el escenario tradicional de los estudios sociales de la tecnología es la industria (territorio privilegiado para las disciplinas de economía y gestión) en décadas recientes se ha ido sumando un contingente de historiadores,cientistas políticos, ambientalistas, antropólogos y filósofos. La historia de la tecnología se ha desplazado de un análisis “internalista” hacia un análisis sociotécnico integrador
 Estudios sociales de la tecnología: ¿hay vida después del constructivismo?

La disputa internalismo - externalismo es un "falso problema", tanto más cuanto ninguna de las dos direcciones pueden resolver el planteamiento correcto de una historia de la ciencia. No existen dos historias, una interna y una externa, sino una historia de la ciencia única, que integra en su totalidad los llamados factores "internos" y "externos". Para ello es necesario asumir que la distinción entre estas dos series de factores es relativa y condicional, y ante todo, metodológica.
S.R.Mikulinski (1982)